# Vocação Irresistível
Vocação Irresistível é um curta-metragem mudo brasileiro do gênero comédia romântica, dirigido por Luiz de Barros em 1924. Foi produzido pela Guanabara-Film, sendo lançado no Cassino Antártica, em São Paulo, no dia 17 de junho de 1924.
O filme é considerado perdido, com nenhuma cópia conhecida nos dias atuais.

## Sinopse
No livro "Minhas Memórias de Cineasta", o diretor Luiz de Barros coloca um breve resumo da obra.
Uma moça canta muito bem mas ninguém acredita nela; um caipira apaixonado por ela paga a um dono de cabaré para que a deixe cantar. Ela é um sucesso, mas o caipira tem de se contentar em ser apenas seu amigo.

## Elenco
Além do resumo, o diretor também disponibiliza um elenco.
- Genésio Arruda
- Tom Bill
- Luly Málaga

Apesar disso, alguns pesquisadores levam essa informação com certo ceticismo, acreditando que o diretor tenha se enganado ao repassar a informação ao livro.

## Produção
Vocação Irresistível fazia parte de uma série de curtas-metragens que Luiz de Barros tinha filmado no Cassino Antártica, abertas ao público e com a sua participação. A quem se distinguisse no seu papel a empresa oferecia um contrato para filmagem em duas películas.